# Аспе (Шпанија)
Аспе (шп. Aspe) град је у Шпанији у аутономној заједници Валенсијанска Заједница у покрајини Аликанте. Према процени из 2017. у граду је живело 20 482 становника.

## Становништво
Према процени, у граду је 2017. живело 20 482 становника.
| 2017.  |
| ------ |
| 20.482 |